# Annullabilità (diritto amministrativo)
L'annullabilità dell'atto amministrativo è una causa di invalidità dello stesso, minore rispetto alla nullità, che ne determina l'illegittimità e quindi la possibilità che l'atto sia annullato. Utilizzando una terminologia medica, si potrebbe dire che mentre l’atto nullo è assimilabile ad una malattia incurabile, quello annullabile presenta in sé il carattere della sanabilità e quindi della "curabilità": l’atto illegittimo può continuare a produrre i suoi effetti se non si procede ad impugnazione nelle tempistiche previsti dalla legge.

## Annullabilità dell'atto amministrativo
L'articolo 21 octies della legge 7 agosto 1990 n. 241 (come modificata dalla Legge 11 febbraio 2005, n. 15), concernente "Norme generali sull'azione amministrativa", recita:

### Violazione di legge
La violazione di legge è data dalla difformità dell'atto amministrativo rispetto alle norme di legge.
L'articolo 21 octies della legge 7 agosto 1990, n. 241, al secondo comma, introduce il principio secondo il quale:
"Non è annullabile il provvedimento adottato in violazione di norme sul procedimento o sulla forma degli atti qualora, per la natura vincolata del provvedimento, sia palese che il suo contenuto dispositivo non avrebbe potuto essere diverso da quello in concreto adottato. Il provvedimento amministrativo non è comunque annullabile per mancata comunicazione dell'avvio del procedimento qualora l'amministrazione dimostri in giudizio che il contenuto del provvedimento non avrebbe potuto essere diverso da quello in concreto adottato."
Per il secondo inciso, l'amministrazione può provare in giudizio, che la mancata comunicazione dell'avvio del procedimento, non rappresenta di per sé causa di annullabilità, se riesce a dimostrare che i destinatari sono comunque venuti a conoscenza dell'atto amministrativo o che anche quando ne fossero venuti a conoscenza questo non avrebbe potuto essere diverso da quello posto in essere dall'amministrazione.
Sono state elaborate delle figure di violazione di legge in analogia con quelle relative all'eccesso di potere ed esse sono: vizio di forma, difetto o insufficienza della motivazione, invalida costituzione del collegio, contenuto illegittimo, difetto di presupposti legali, disparità di trattamento, ingiustizia manifesta, violazione di economicità o efficacia, pubblicità o trasparenza, violazione del giusto procedimento.
Fra le casistiche della violazione di legge che determinano l'annullabilità di un atto amministrativo, la giurisprudenza di merito ha alcune sentenze che invocano la violazione di principi costituzionali o del diritto dell'Unione europea riguardo l'operato della pubblica amministrazione.
L'annullabilità è principalmente fondata non tanto sulla violazione (della lettera) di leggi approvate da Parlamento o dal Governo, quanto sulla violazione di un insieme di principi costituzionali (buon andamento e imparzialità, di ragionevolezza e razionalità, di legalità e legittimità), per una rigida applicazione o un prevalere del vizio di forma o procedurale sulla sostanza (violazione del principio di ragionevolezza).
Il Consiglio di Stato ha fatto un punto di sintesi sul principio di proporzionalità nell'ambito del diritto amministrativo, affermando che:
La ragionevolezza costituisce un criterio al cui interno convergono altri principi generali dell’azione amministrativa (imparzialità, uguaglianza, buon andamento): l’amministrazione, in forza di tale principio, deve rispettare una direttiva di razionalità operativa al fine di evitare decisioni arbitrarie od irrazionali. [...]
l’azione dei pubblici poteri non deve essere censurabile sotto il profilo della logicità e dell’aderenza ai dati di fatto risultanti dal caso concreto: da ciò deriva che l’amministrazione, nell’esercizio del proprio potere, non può applicare meccanicamente le norme, ma deve necessariamente eseguirle in coerenza con i parametri della logicità, proporzionalità ed adeguatezza.»
( Consiglio di Stato, sez. IV, sentenza n.964 del 26 febbraio 2015, su quotidianoentilocali.ilsole24ore.it. URL consultato il 2 marzo 2018.)

### Eccesso di potere
Perché si possa parlare di eccesso di potere occorre che si verifichino le seguenti condizioni:
- l'atto sia discrezionale (dato che gli atti vincolati hanno un contenuto predeterminato non possono essere invalidati per eccesso di potere);
- l'atto realizzi un fine diverso da quello previsto dalla legge;
- l'eccesso di potere sia provato.

### Incompetenza relativa di legge
L'incompetenza di legge può riguardare il soggetto che ha posto in essere l'atto amministrativo o la materia su cui questo dispiega i suoi effetti.
L'incompetenza può essere assoluta, nel qual caso l'atto è nullo, o relativa, nel qual caso l'atto è annullabile (o nel caso sanabile).
Normalmente l'incompetenza relativa si ha quando il soggetto che ha posto in essere l'atto non ha il grado, inteso come livello gerarchico, per porre in essere lo stesso.

## Effetti
L'atto amministrativo annullabile è:
- giuridicamente esistente;
- efficace;
- sanabile

L'annullabilità non si verifica di diritto, ma solo nel caso sia fatta valere da chi ne abbia interesse (il privato ma anche la pubblica amministrazione stessa) ed a seguito di un altro atto della pubblica amministrazione o di una sentenza.
L'atto amministrativo annullabile può anche essere sanato o soggetto a consolidazione.